# Oniromància

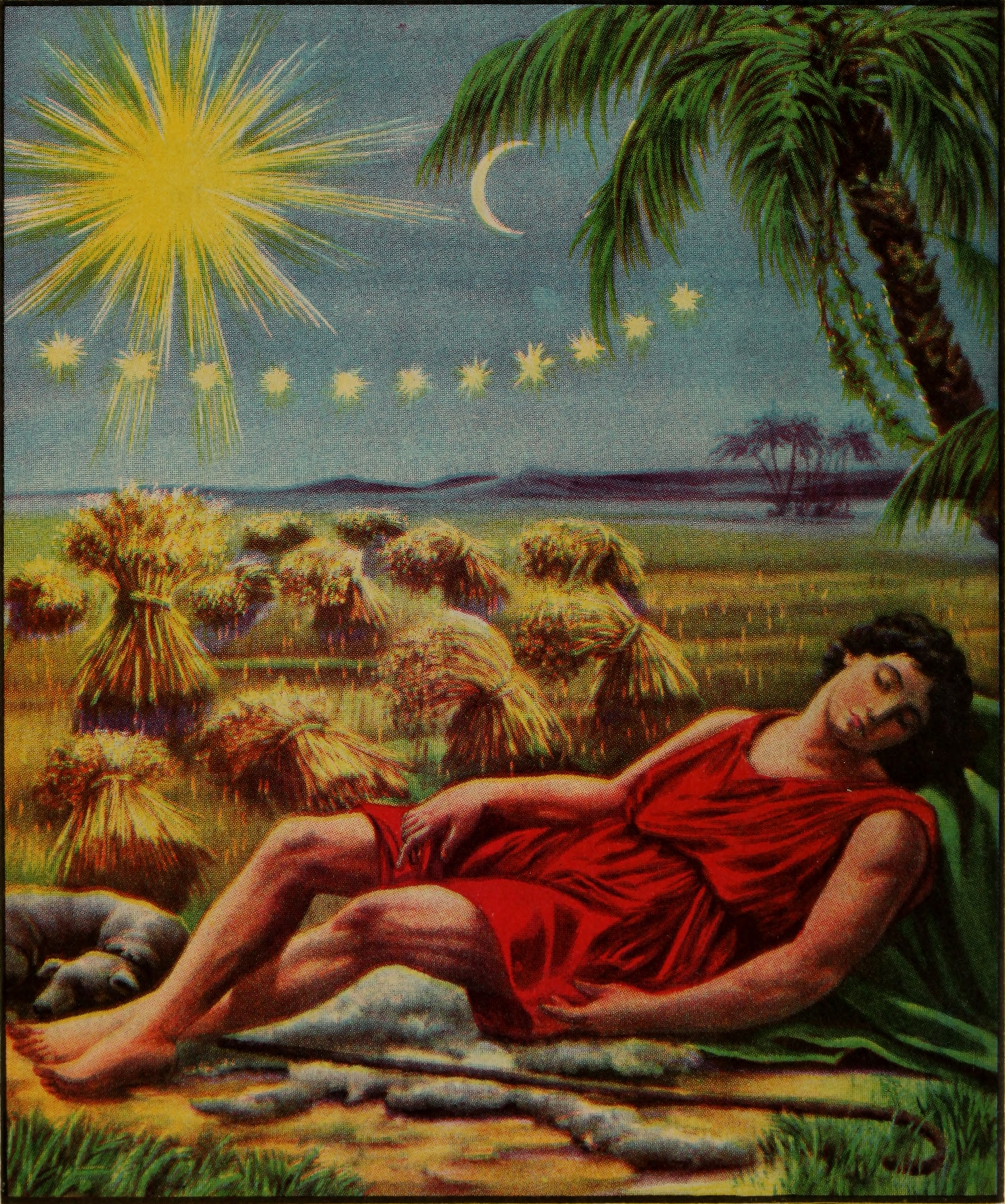
El somni de Josep, en què ell i els seus germans portaven bales de fenc, i les d'aquests últims es prostraven davant la seva que s'erigia al centre. El Sol, la Lluna i onze estrelles també li retien homenatge.

L'oniromànciaés l'art endevinatòria basada en la interpretació dels somnis. El nom està compost pel prefixoide "oniro-" (del grec ὄναρ, ònar, ὀνείρατος, óneiratos, "somni")i pel sufixoide "-mància" (del grec μαντεία, mantéia, "art endevinatòria").
L'oniromància és una pràctica principalment religiosa la resposta de la qual sovint radica en l'esfera espiritual i no s'ha de confondre amb l'onirologia, l'estudi psicològic dels somnis.

## Història
És un art d'endevinació molt estès, present a totes les èpoques i cultures. A l'era precristiana, el somni estava vinculat a una visió del món màgic-politeista que el situava al mateix nivell que altres interferències divines. Amb el cristianisme pren cos la idea que el somni pot ser veritable o fals, enviat per Déu o pel Diable. Fins al procés de dessacralització del somni, que va començar al món occidental amb les reflexions de Descartes, quan es començà a veure la visió onírica com a il·lusòria (amb el consegüent augment de la veritat de la vigília), el somni sempre ha tingut el valor d'auguri, amb un ventall d'interpretacions que van des de la morbilitat al·lucinatòriafins a la revelació divina del futur.
Figures d'oniromants de la mitologia clàssica són les d'Euridamant, Mèrops i el seu net Èsac. Homer i Virgili parlen de dues portes d'on ixen els somnis, una de corn i una d'ivori,o presagi de bons o mals auguris, d'un futur feliç o ruïnós.
A l'Antic Testament hi ha intèrprets de la voluntat divina (Josep, Gedeó, Samuel, etc.) que tenen la capacitat de llegir els signes de la seva voluntat fins i tot a través dels somnis, però els mateixos intèrprets s'han d'inspirar en ells. En definitiva, el somni és un vehicle de valors, una matriu de sistemes mítics, així com de models artístics.És "significatiu que en les cultures tradicionals i arcaiques, fins i tot quan el somni no es considera en si mateix un do espiritual especial, la seva interpretació sí que ho és,el fet que el somni sigui portador del destí individual.
Es desenvolupa així tota una història dels intèrprets dels somnis, des dels xamans fins a les bruixes, des dels predicadors de la fatalitat fins als encantadors de tota mena que han fet del somni el territori fronterer amb l'altre món,acusant o justificant accions fetes en estat de somni o semivigília i possessió.
D'altra banda, nacions i religions senceres han estat fundades com a resultat de visions oníriques (Moisès, Jesús i Mahoma, però també Alexandre el Gran, Joana d'Arc, Napoleó Bonaparte i Adolf Hitler tenen revelacions en somnis) i diversos místics han tingut o han reportat aparicions que s'assemblen a somnis. La història del somni endevinatori s'entrecreua, doncs, amb la història de miracles, fets públics i fenòmens vinculats a la seva història i a la repressió personal o aliena de la mateixa història.

## Tècniques
En la seva forma més simple, el consultant, a títol personal, recorre a l'intèrpret (generalment una figura institucionalitzada, per exemple el xaman) per tal que els missatges ocults es revelin en un somni que ha tingut el mateix consultant. L'intèrpret analitza el contingut simbòlic del somni i en revela el missatge a partir dels seus propis coneixements i experiències, que generalment són revelacions sobrenaturals transmeses de manera tradicional o com a part dels coneixements esotèrics del grup social al qual pertany l'intèrpret. per exemple la casta sacerdotal.
En les formes més complexes i institucionalitzades l'intèrpret també analitza les circumstàncies en què es va produir el somni, per exemple el lloc, la data, l'hora, ja que només algunes vegades, llocs, etc. es consideren portadors d'auguris en somnis, mentre que altres condicions no són considerades favorables i simplement l'intèrpret, en aquests casos, no dona cap interpretació, ja que el somni es considera normal.
En algunes cultures també hi ha el ritu de la incubació, és a dir, la pràctica de dormir en un lloc sagrat, que pot tenir dos significats diferents: en algunes cultures és el consultant qui dorm al lloc sagrat i ho diu a l'intèrpret, generalment un sacerdot, el somni que ha tingut per fer-li-ho interpretar; en altres cultures és el mateix sacerdot qui va al lloc sagrat i somia, per després lliurar la interpretació del somni al consultant.